# Stenonartonia guaranitica
Stenonartonia guaranitica är en stekelart som först beskrevs av Berton 1918.  Stenonartonia guaranitica ingår i släktet Stenonartonia och familjen Eumenidae. Inga underarter finns listade i Catalogue of Life.